# Kerkhof van Pradeels
Het Kerkhof van Pradeels is een gemeentelijke begraafplaats in de gemeente Pradeels in het Franse Noorderdepartement. Het kerkhof ligt in het dorpscentrum rond de Sint-Pieter-en-Pauluskerk.

## Britse oorlogsgraven
Op het kerkhof liggen 4 Britse oorlogsgraven uit de Eerste Wereldoorlog (waarvan 1 niet geïdentificeerd kon worden). Een van hen (korporaal Phillip Kosky) diende onder het alias J. Phillips. Er liggen ook 6 graven uit de Tweede Wereldoorlog waarvan er 5 niet geïdentificeerd konden worden. 
De graven worden onderhouden door de Commonwealth War Graves Commission en staan er geregistreerd onder Pradelles Churchyard.